# Muscat de Beaumes-de-Venise
Vous lisez un « bon article » labellisé en 2008.
Pour l’article homonyme, voir Muscat de Beaumes-de-Venise (cépage).
Le muscat de Beaumes-de-Venise est un vin français d'appellation d'origine contrôlée produit sur les communes de Beaumes-de-Venise et d'Aubignan, dans le département de Vaucluse en région Provence-Alpes-Côte d'Azur. C'est l'une des deux appellations fournissant du vin doux naturel (VDN) du vignoble de la vallée du Rhône, avec le rasteau.
Ce vin doux naturel, unique dans la vallée du Rhône car élaboré exclusivement à base de muscats petits grains, implanté sur le terroir du massif des Dentelles de Montmirail et qui a honoré la table de la papauté d'Avignon au XIVe siècle, a pourtant failli disparaître et n'a retrouvé tout son lustre que dans la seconde moitié du XXe siècle.
C'est à son propos que l'œnologue Charles Quittanson a noté dans son ouvrage L'Élite des vins de France, en 1969 : « Le muscat de Beaumes-de-Venise a une vieille renommée mais il a été entièrement sauvé par l'Institut national des appellations d'origine puisque sa production au plus bas était nulle. Rien n'aurait pu être fait s'il n'y avait pas eu la conjonction de sols favorables à la culture du muscat petits grains, d'un climat propice et de vignerons particulièrement courageux ».

## Histoire

### Préhistoire et Antiquité
Dominant le village de Beaumes-de-Venise, l'oppidum de Courrens, qui a laissé aujourd'hui la place à un vignoble, est daté du Chalcolithique et a été occupé jusqu'à l'époque romaine. Il a livré de nombreux fragments de poterie dont de la pseudo-ionienne, indiquant des contacts entre Méminiens et Grecs de Massilia, et de la céramique sigillée d'origine gallo-romaine.
Lors des fouilles de la chapelle Saint-Hilaire dominant ce site, il a été mis au jour, outre des représentations de Jupiter et de Mercure, un bas-relief représentant une scène de foulage,. Cette sculpture a été exhumée dans le transept sud de la chapelle et montre les membres inférieurs de trois personnages dans une cuve, celui du centre brandissant une grappe de raisin. Au-dessus de cette scène se trouvent des phallus dont un est ailé.
Au Ier siècle, l'écrivain et naturaliste romain Pline l'Ancien a consacré le livre XIV de son encyclopédie l'Histoire naturelle aux différentes espèces de vignes et de vins connus des anciens. Parmi celles-ci, il mentionne l’existence d'une variété au jus très sucré qui peut être considérée comme un lointain ancêtre du raisin muscat : « Les vignes apianes ont reçu ce surnom des abeilles qui en sont très friandes. »

### Moyen Âge

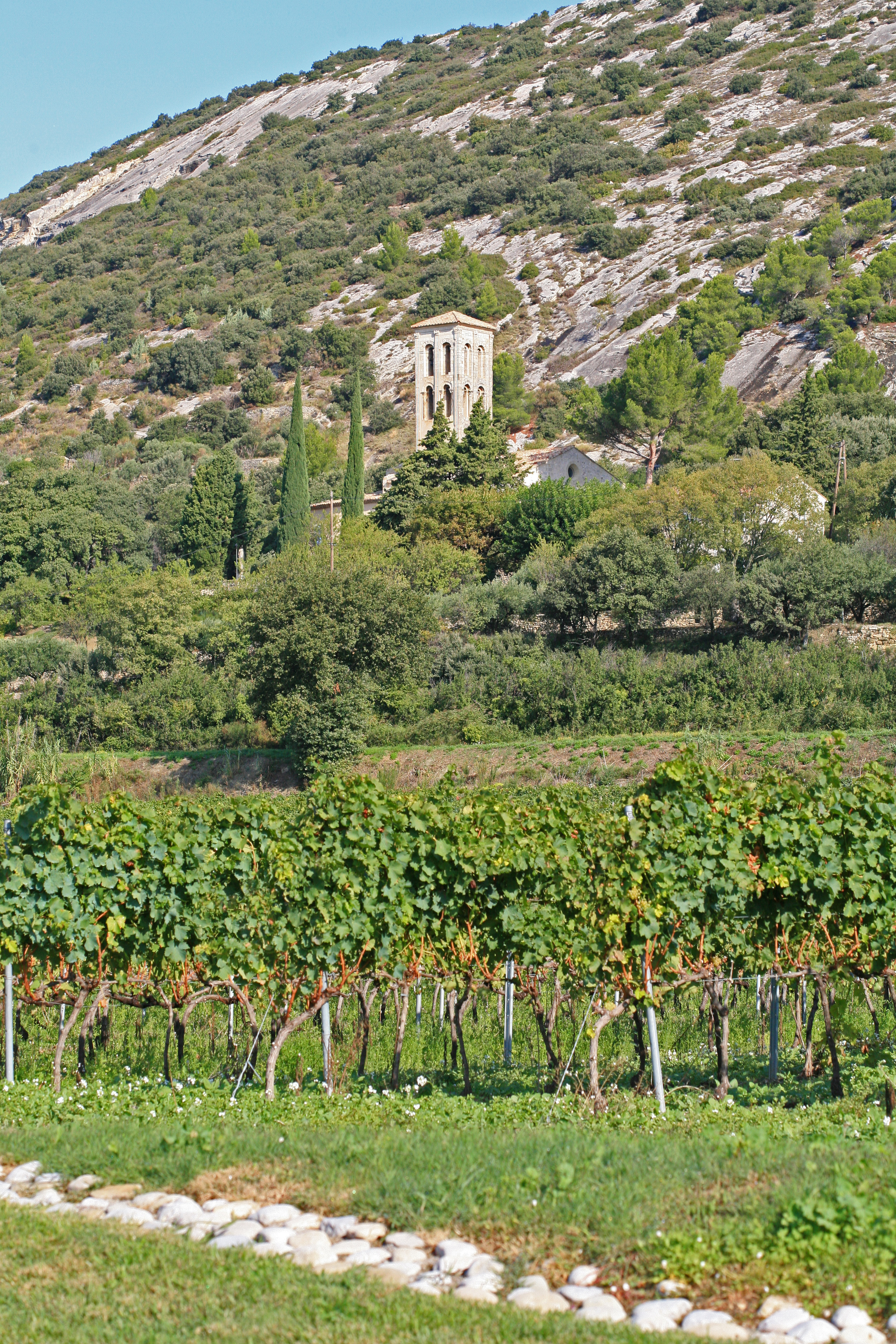
Au pied des Dentelles de Montmirail, entourée par les vignes, l'église Notre-Dame d'Aubune.

En dépit des informations de l'abbé Allègre dans sa monographie de Beaumes-de-Venise affirmant que le muscat de ce terroir « faisait déjà au XIVe siècle les délices de la Cour pontificale d'Avignon », Bailly conteste cette information. Des muscadières de raisins noirs ont pourtant existé tardivement puisque, lors du départ de Benoît XIII, le vignoble pontifical fut vendu par la Révérende Chambre Apostolique d'Avignon — le ministère des finances du palais des papes — en 1403. Le premier cadastre du Comtat Venaissin, dressé en 1414, en donne d'ailleurs la contenance : 693 000 ceps.
C'est ce que confirme Pierre Charnay, inspecteur régional de l'INAO et grand spécialiste des vins de la vallée du Rhône, en retraçant l'histoire des différentes appellations des côtes-du-rhône. Il explique, au chapitre beaumes-de-Venise :

« Le cépage muscat existe ici depuis le XIVe siècle. Ses vins étaient peu connus parce qu'il en existait peu en dehors des caves de la Cour pontificale. »

### Période moderne
Les guerres de Religion, au cours de la Renaissance, réduisirent de manière importante le vignoble. Elles furent d'autant plus violentes qu'un habitant du village fut un des chefs des religionnaires et qu'il leur donna l'un de leurs nombreux surnoms, si l'on en croit toujours l'abbé Allègre : « En 1518, la peste ravageait Avignon. Des Avignonnais, dont Maître Perrinet Parpaille qui eut un fils avec sa servante, se réfugièrent à Beaumes. Cet enfant, dès qu'il eut vingt ans, put recueillir des témoignages et prendre ainsi le nom de son père. Il joua un grand rôle dans l'histoire du protestantisme et c'est à cause de lui que les huguenots furent surnommés parpaillots ».
Il fallut attendre le XVIIIe siècle pour que la production balméenne de vin muscat retrouvât sa renommée médiévale. Les conditions de commercialisation s'y prêtaient désormais. En effet, vers 1700, les premiers vins vendus en bouteilles firent leur apparition en France. Les bouchons en liège se généralisèrent et, vers 1750, apparurent les premiers tire-bouchons et les premières étiquettes vers 1756. Petit à petit, ces innovations favorisèrent la mise en marché et la connaissance des vins du terroir.
L'historien Fornéry constatait en 1741 qu'à Beaumes « On y fait du vin muscat qui est bon, les raisins y mûrissent plus qu'ailleurs et sont excellents ». Quant à Jean-Joseph Expilly, il notait dans son Dictionnaire géographique des Gaules et de la France : « Excellent vin muscat ». Achard, dans le Tome I de sa Description historique, géographique et topographique, à l'article Beaumes-de-Venise, écrivit en 1787 : « Les vins muscats rouges et blancs y sont délicats ».
Un bail entre un seigneur local et ses rentiers, daté d'avant la Révolution, spécifiait en 1781 :

« Les fermiers fourniront et feront transporter annuellement au seigneur comte de Pilles, dans son hôtel de Marseille, vingt-cinq pichets de la malvoisie qui se fait en ce lieu, de la meilleure qualité dans un petit baril de chêne blanc et que ledit baril soit bien conditionné. »

### Période contemporaine

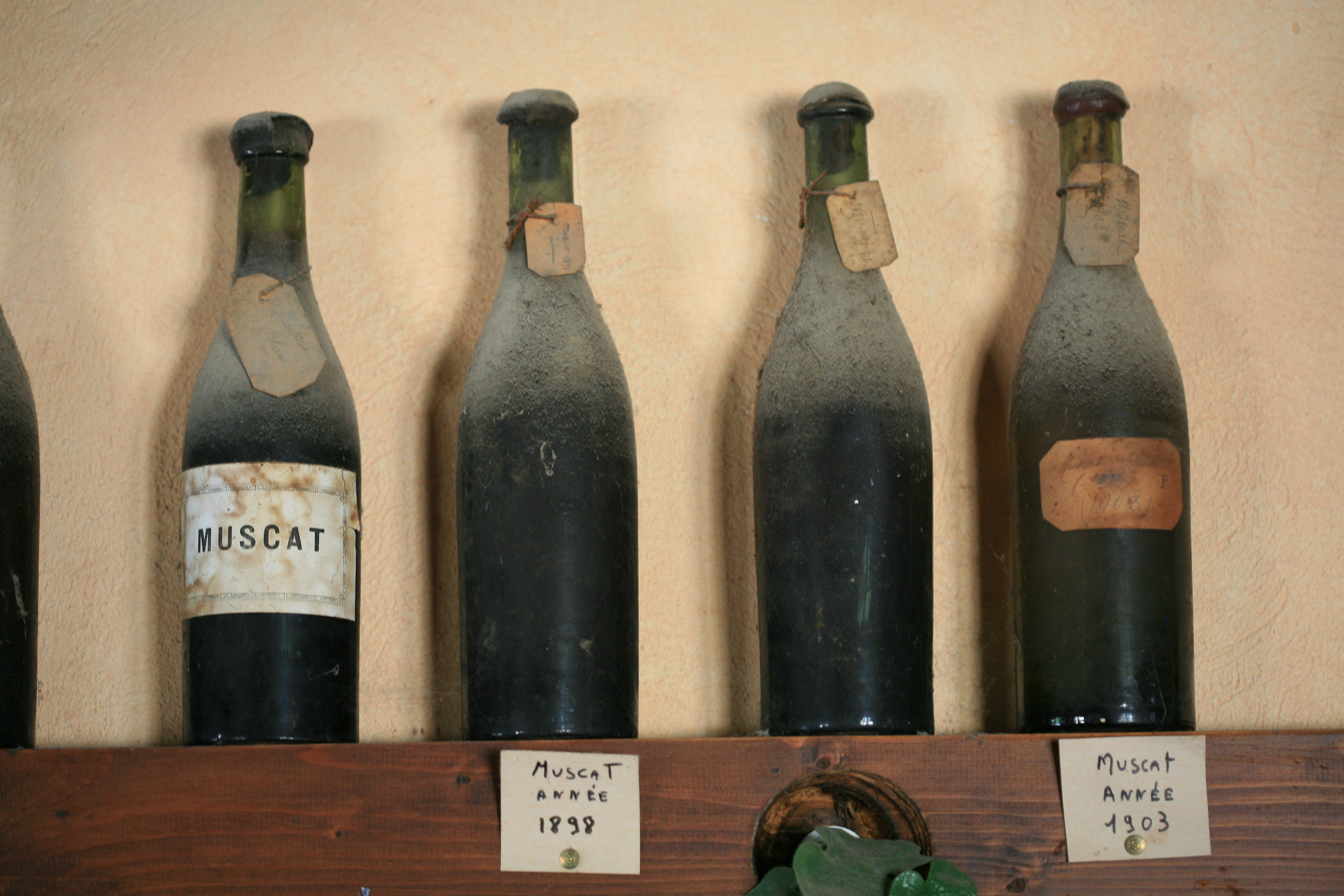
Quelques vieilles bouteilles de muscat de Beaumes-de-Venise, millésimes 1898 et 1903.

Dès le début du XIXe siècle, le nom de Beaumes devint synonyme de bon voire d'excellent muscat et est même cité dans des revues étrangères.
Sur place, Joseph Roumanille et Frédéric Mistral l'ont célébré dans leurs poèmes. En 1857, le premier rima dans « Lis oubreto en vers » : « Coume es amistous, lou muscat, garden-nous de nous empega ! » En 1859, le second écrivit dans « Mireille » : « Lou bon muscat de Baume et lou ferigoulet, alor se chourlo à la gargato ».
Mais, vers la fin du XIXe siècle, le phylloxéra, arrivé des États-Unis dans les années 1865-70, fit ses premiers ravages à Pujaut dans le Gard. Il détruisit très rapidement la plus grande partie du vignoble vauclusien avant de s'attaquer à toutes les vignes européennes. La riposte s'organisa et l'on eut alors l'idée, vers 1878-1879, de greffer des vignes locales sur des souches américaines résistantes. Ce fut à Carpentras, la ville la plus proche du canton de Beaumes-de-Venise, et dans ses environs qu'apparurent les premiers pépiniéristes-viticulteurs spécialisés dans ce type de greffage. Vers 1890, les vignobles purent être replantés et l’épidémie totalement enrayée au début du XXe siècle.

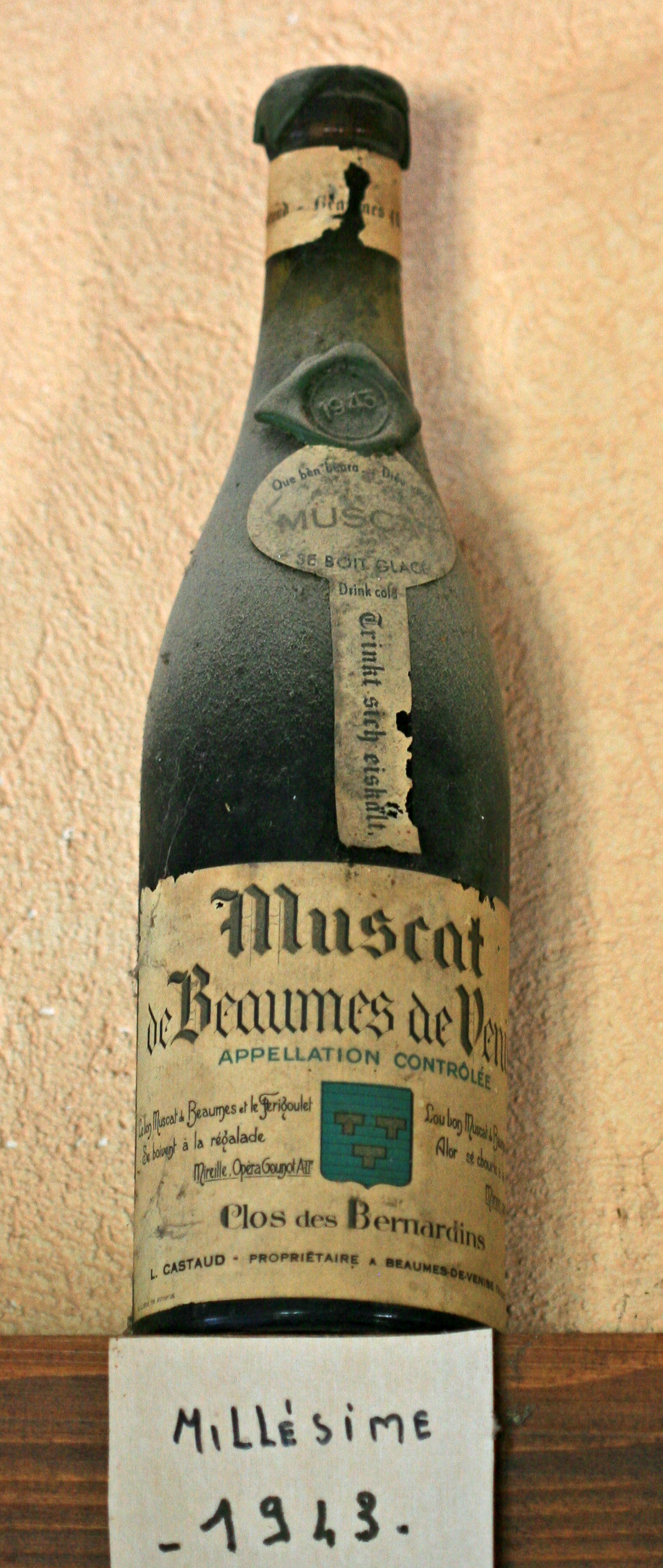
Une bouteille historique :
millésimée 1943 et estampillée « appellation contrôlée ».

Le XXe siècle apporta son lot de révolutions industrielles et techniques. Les progrès de la recherche et de nombreux investissements permirent l’avènement de l'œnologie, science du vin. La qualité de la production s'améliorant, la hiérarchisation des vignobles s'opéra peu à peu pour arriver à celle que nous connaissons aujourd’hui.
Après la Première Guerre mondiale, le moteur à explosion remplaça la machine à vapeur qui remplaçait déjà la force animale et humaine, ce qui encouragea ou permit un autre type d'agriculture, imposant une modification du paysage et des pratiques agricoles.
En France, 1935 vit la naissance des Appellations d'origine contrôlée (AOC) et c'est par le décret du 1er juin 1945 que fut reconnue l'AOC muscat de Beaumes-de-Venise. Ce fut sous l’impulsion de Louis Castaud, convaincu de cette nécessité par le baron Leroy de Boiseaumarié, fondateur des AOC, qu'un décret de contrôle fixa les règles de production.
Le décret du 13 avril 1951 concernant les appellations contrôlées « Banyuls », « Frontignan », « Maury », « Rivesaltes », « Côtes d'Agly », « Côtes de Haut-Roussillon », « Rasteau », « Muscat de Frontignan », « Muscat de Lunel », « Muscat de Beaumes-de-Venise », « Muscat de Saint-Jean-de-Minervois » dans son article 3 fixa les dates de sortie des chais de la propriété au 15 novembre de l'année de récolte.
En 1956, la même année que le classement d'une partie du vignoble balméen en AOC côtes-du-rhône, Pierre Blachon, pharmacien du village, poussa les viticulteurs à créer une cave coopérative. Celle-ci avait statutairement pour but de produire et commercialiser les productions viticoles. La première année, seulement 50 hectolitres purent être vinifiés. Cette cave devient rapidement un élément important de l’économie de la commune.
Le décret du 8 juin 1957 concernant l'appellation « Muscat de Beaumes-de-Venise » limita l'appellation à l'utilisation du cépage muscat à petits grains avec, à terme, l'exclusion de tout autre.
En 1960, Henri Rougon devint le nouveau président de la « Cave des vignerons de Beaumes-de-Venise », poste qu'il allait occuper durant plus de vingt-cinq années. Durant cette période, le développement se poursuivit, contribuant au développement des appellations. Il incita les vignerons à augmenter leurs plantations avec deux objectifs : optimiser la qualité des vins et promouvoir les produits d’appellation d’origine contrôlée. Pierre Charnay a analysé ainsi cette situation :

« Nous avons assisté à une véritable renaissance de cette appellation. Réduite, il y a quarante ans à quelques petites parcelles où aucunes autres cultures ne pouvaient venir en assurant un minimum de rentabilité, le vignoble de muscat bénéficia progressivement de la fatigue des sols porteurs d'arbres fruitiers (notamment abricotiers), du gel d'une partie des oliviers et de la concurrence extérieure des raisins de table pour se développer. La création de la cave coopérative de Beaumes-de-Venise accéléra le processus de plantation au point que la production en vingt ans a été heureusement multipliée par dix. »

Aujourd'hui, on constate un important développement de l'œnotourisme, phénomène qui n'est d'ailleurs pas du tout limité au seul secteur de Beaumes-de-Venise. Plusieurs guides touristiques proposent d'ailleurs des « routes des vins », certains en passant tout autour des dentelles de Montmirail, d'autres allant vers le mont Ventoux et ses vins en côtes-du-ventoux ou encore vers le Luberon et ses côtes-du-luberon.
Le cahier des charges de l'appellation a été modifié en octobre 2009, puis en décembre 2011 et en mars 2021.

### Étymologie du muscat de Beaumes-de-Venise
Le nom de muscat est passé du persan muchk au grec moskos puis au latin muscus et enfin dans la langue provençale sous la forme musacada. En l'état actuel des sources et des textes, ce vocable ne semble pas être passé dans la langue française avant le XIVe siècle. Il fut alors utilisé sous les dénominations augibi muscat, aragna muscat ou encore abeillane évoquant les antiques apianes citées par Pline.
Le nom de beaumes-de-venise vient de la commune éponyme, chef-lieu du canton qui regroupe les trois autres communes productrices de l'appellation.
« Beaumes » est l'évolution de « Balmes », elle-même évolution Ad Balmas mentionné pour la première fois en 993, qui signifie les grottes, en rapport avec celles creusées sous le village et dans la roche de la colline.
Le qualificatif « de Venise », pour séduisant qu'il soit sur le plan touristique et viticole, ne doit rien à la ville de Venise, c'est une déformation de « Venisse », c'est-à-dire « du Comtat Venaissin », cette dernière appellation venant elle-même, selon l'hypothèse la plus probable de comitatus avecinnus, c'est-à-dire du « comtat avignonnais ».

### Définition officielle du vin doux naturel
On distingue les vins doux naturels des autres vins doux par le fait que leur sucre provient exclusivement du raisin et que les levures sont tuées par l'alcool. Selon l'article 416 du code général des impôts, modifié par Loi no 81-1160 du 30 décembre 1981 - art. 37 (Sorti au Journal officiel du 31 décembre 1981 et entré en vigueur le 1er janvier 1982. L'AOC Muscat de Beaumes-de-Venise, en tant que vin doux naturel, se conforme à l'ensemble de ces règles.

## Vignoble

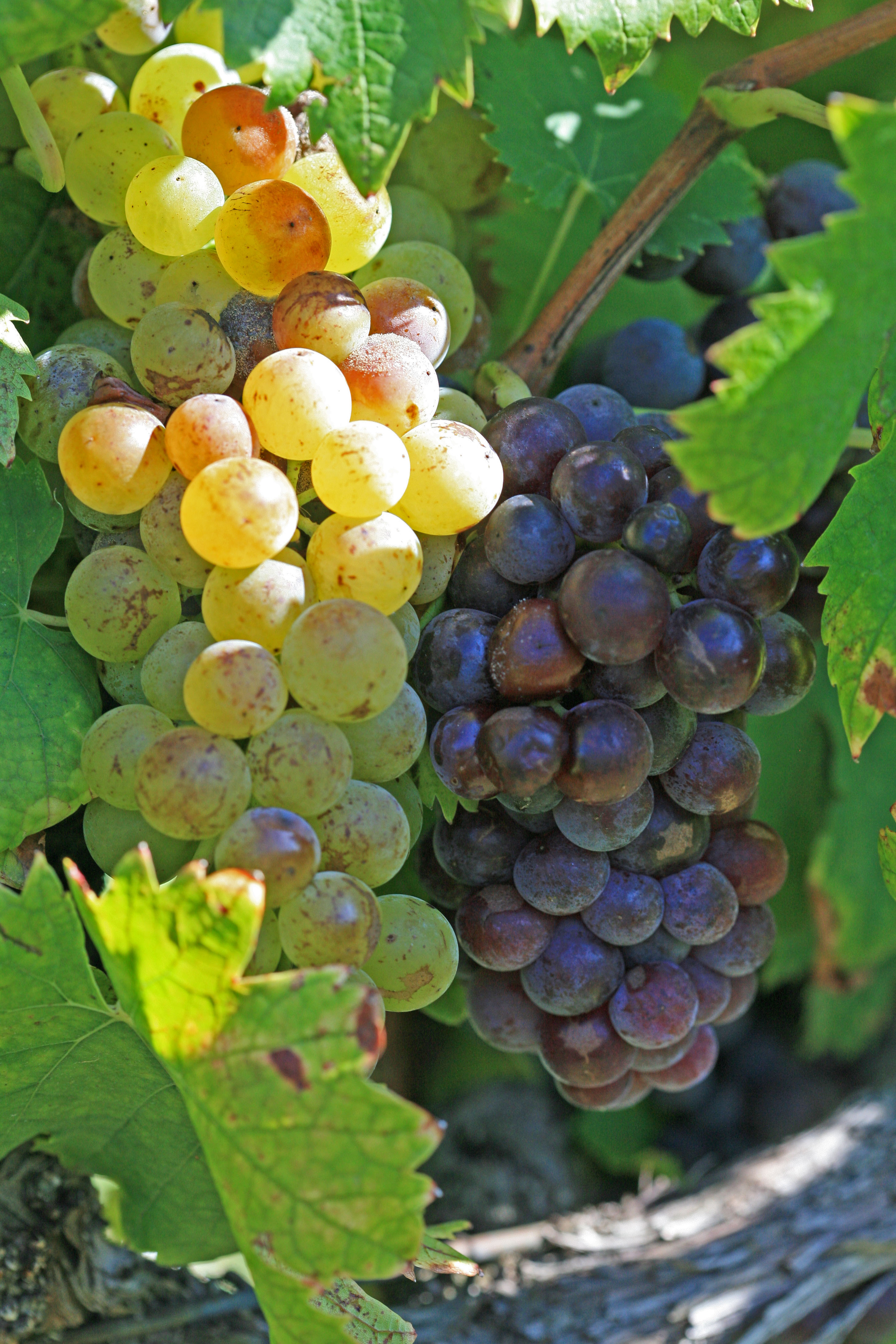
Dans le vignoble des Bernardins :
cépages muscat à petits grains blanc et noir.

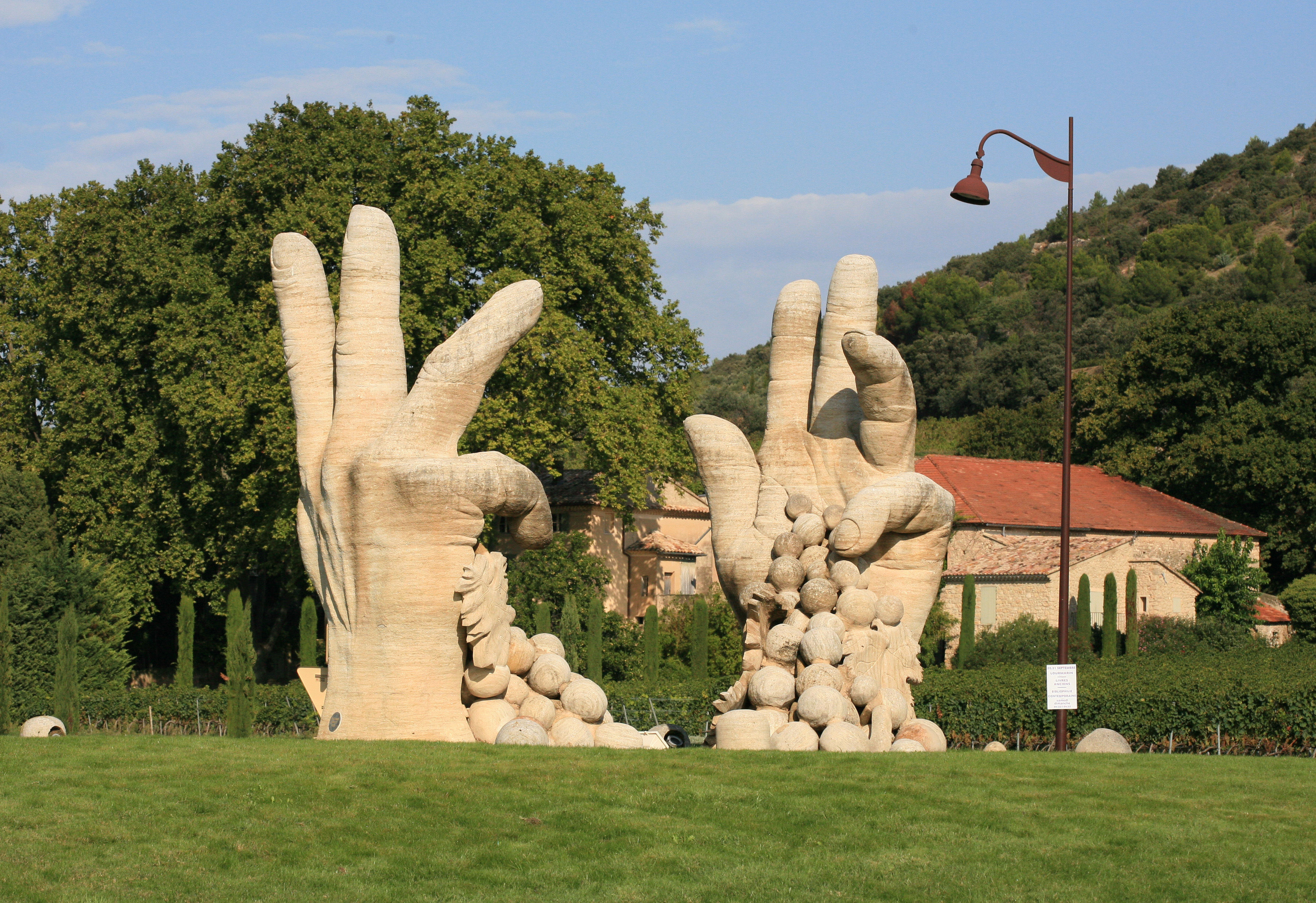
Sculpture à l'entrée du village de Beaumes-de-Venise symbolisant le soin qu'apportent les vignerons à leur vignoble.

### Présentation
L'aire d'appellation est située dans la partie française de la vallée du Rhône, dans le département de Vaucluse, sur les communes de Beaumes-de-Venise et d'Aubignan. Les parcelles sont en général au pied des dentelles de Montmirail.
Il s'agit d'une des appellations des côtes du Rhône méridionales, limitrophe des aires produisant le vacqueyras (à l'ouest) et le gigondas (au nord-ouest), enclavée dans l'aire du beaumes-de-venise (qui s'étend, elle, sur quatre communes).

### Orographie

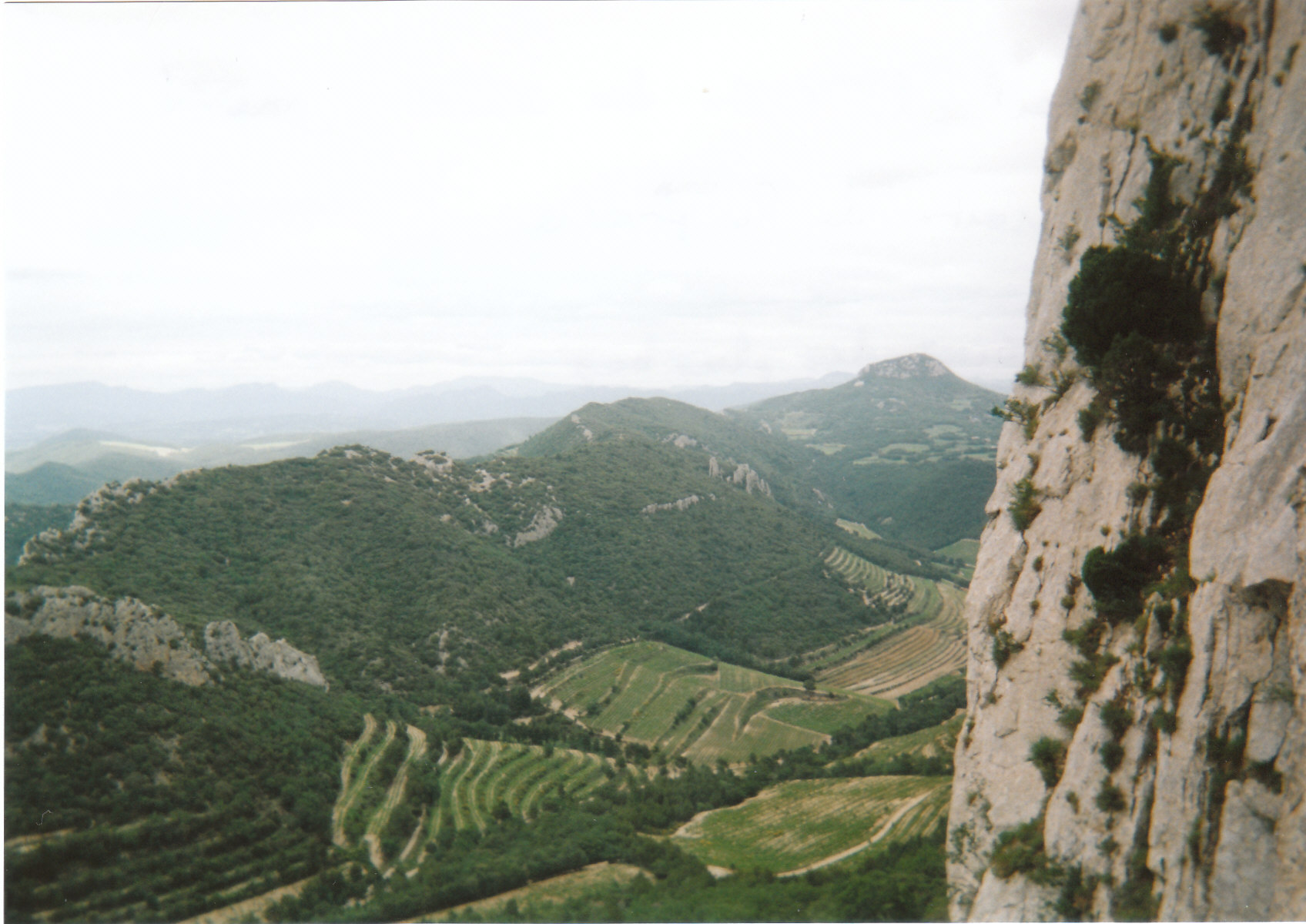
Les muscadières vues d'un des sommets des dentelles de Montmirail.

Les dentelles de Montmirail forment un massif très accidenté qui se caractérise par une importante extrusion des couches du Trias au point de flexion de l'arc subalpin du massif des Baronnies. Cet énorme bouleversement tectonique s'est déroulé en deux grandes étapes. La première, à l'Oligocène, avec la phase pyrénéenne qui fut à l'origine de l'extrusion initiale. La seconde, au cours du Miocène, lors de la seconde phase alpine qui accentua l'extrusion et le redressement des couches de calcaire Burdigalien qui devinrent quasiment verticales. Du Pliocène supérieur jusqu'au Quaternaire, des petites oscillations continuèrent à former les différentes terrasses alluviales.
Le vignoble produisant le muscat de Beaumes-de-Venise est implanté sur des terrasses, sur le versant sud-est des Dentelles ou à l'intérieur même du massif. Cette position le préserve naturellement de la violence des vents du nord et particulièrement du mistral.

### Géologie

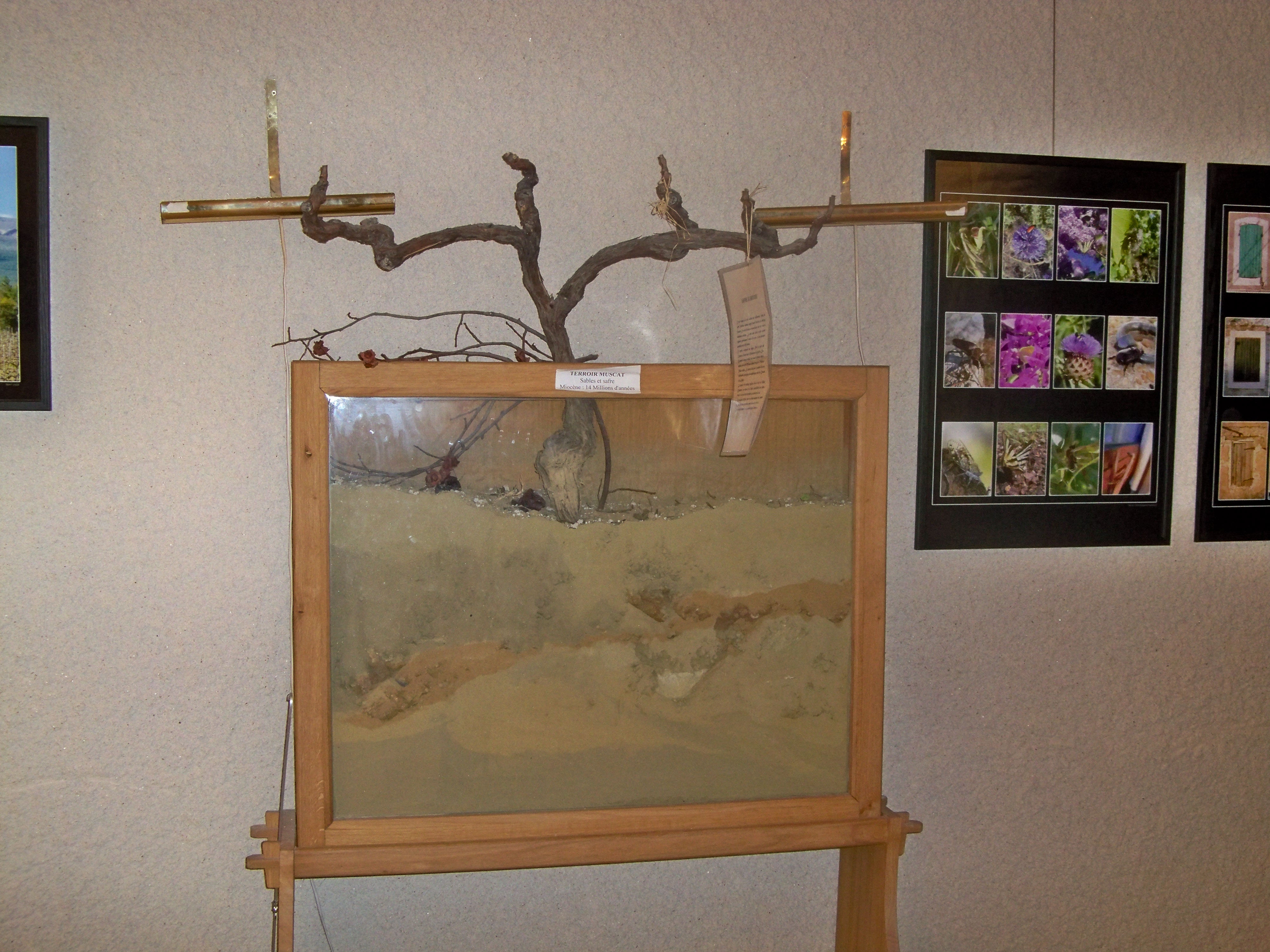
Sable et safre du Miocène (14 millions d'années), terroir du muscat.

Le terroir de Beaumes est composé de sables jaunes mollassiques helvétiens. Facilement sculptés par l'érosion éolienne, ces sables sont à l'origine de tumuli dont le plus connu est celui de Rocalinaud qui domine le ruisseau de Salette.
À l'intérieur des Dentelles se distinguent trois grandes zones. Au sud, se trouvent les écailles relevées de la Roque-Alric (Néocomien) et la surrection du Trias de Suzette à Beaumes. Au centre, les dentelles de Montmirail, proprement dites, dont les barres de calcaire blanc (tithonique) dominent le paysage. Au nord, une zone subtabulaire composée de couches du Crétacé inférieur et moyen.

### Climatologie
Le climat, méditerranéen, est soumis à un rythme à quatre temps : deux saisons sèches, dont une brève en hiver, une très longue et accentuée en été ; deux saisons pluvieuses, en automne, avec des pluies abondantes sinon torrentielles, et au printemps.
La station météorologique de Carpentras (à 98 mètres : 44° 05′ 01″ N, 5° 03′ 29″ E) est à 4,5 kilomètres au sud-est de l'aire d'appellation.
| Mois                              | jan.  | fév.  | mars  | avril | mai   | juin | jui. | août  | sep.  | oct.  | nov.  | déc.  | année   |
| --------------------------------- | ----- | ----- | ----- | ----- | ----- | ---- | ---- | ----- | ----- | ----- | ----- | ----- | ------- |
| Température minimale moyenne (°C) | 1     | 1,1   | 4     | 6,9   | 10,8  | 14,4 | 16,5 | 16,1  | 12,7  | 9,5   | 4,9   | 1,8   | 8,3     |
| Température moyenne (°C)          | 6,1   | 6,9   | 10,5  | 13,6  | 17,7  | 21,7 | 24,4 | 24    | 19,5  | 15,3  | 9,9   | 6,5   | 14,7    |
| Température maximale moyenne (°C) | 11,1  | 12,8  | 17,1  | 20,4  | 24,6  | 29,1 | 32,3 | 31,9  | 26,4  | 21,1  | 15    | 11,3  | 21,1    |
| Nombre de jours avec gel          | 14,3  | 10,1  | 5,6   | 0,9   | 0     | 0    | 0    | 0     | 0     | 0,5   | 6,3   | 12,9  | 50,6    |
| Ensoleillement (h)                | 151,4 | 173,1 | 229,6 | 243,9 | 285,1 | 328  | 363  | 326,7 | 257,2 | 190,6 | 148,6 | 138,1 | 2 835,3 |
| Précipitations (mm)               | 46,3  | 34,2  | 41,3  | 61,1  | 55,6  | 41,7 | 25,7 | 40,6  | 98,7  | 87,6  | 90,8  | 41,9  | 665,5   |

Tableau comparatif des précipitations relevées en nord Vaucluse lors de l'année 2006.
| Pluie.                                   | Oct. | Nov.  | Dec. | Jan.  | Fev. | Mars. | Avril. | Mai  | Juin | Juil. | Août | Sept. |
| ---------------------------------------- | ---- | ----- | ---- | ----- | ---- | ----- | ------ | ---- | ---- | ----- | ---- | ----- |
| % de précipitations comparé à la normale | 90 % | 100 % | 48 % | 103 % | 61 % | 84 %  | 16 %   | 42 % | 5 %  | 174 % | 60 % | 175 % |
| Fort orage (grêle)                       | 0    | 0     | 0    | 0     | 0    | 0     | 0      | 0    | 0    | 7     | 2    | 2     |

Températures relevées en nord Vaucluse lors de l'année 2006.
| Température.                             | Oct.          | Nov.          | Dec.          | Jan.          | Fev.          | Mars.         | Avril.        | Mai           | Juin          | Juil.         | Août          | Sept.         |
| ---------------------------------------- | ------------- | ------------- | ------------- | ------------- | ------------- | ------------- | ------------- | ------------- | ------------- | ------------- | ------------- | ------------- |
| t° la plus chaude (date)                 | 25,2° (le 09) | 21,7° (le 03) | 14,2° (le 04) | 13,3° (le 19) | 15,5° (le 13) | 23,9° (le 31) | 26,7° (le 26) | 30,9° (le 17) | 35,2° (le 28) | 38,9° (le 21) | 34,1° (le 01) | 34,2° (le 04) |
| Nombre de jours t° > à 30°               | 0             | 0             | 0             | 0             | 0             | 0             | 0             | 2             | 16            | 31            | 2             | 8             |
| t° la plus froide (date)                 | 6,6° (le 05)  | -5,8° (le 28) | -6,9° (le 30) | -6,8° (le 15) | -4,7° (le 03) | -3,2° (le 02) | -2,8° (le 08) | 4,9° (le 01)  | 9,4° (le 02)  | 17° (le 07)   | 11,1° (le 15) | 10,3° (le 01) |
| Nombre de jours t° < à -6° (forte gelée) | 0             | 1             | 2             | 5             | 0             | 0             | 0             | 0             | 0             | 0             | 0             | 0             |

Bien que les terres soient situées à proximité de l'axe nord-sud qu'est la vallée du Rhône, le relief des Dentelles de Montmirail permet une certaine protection face au mistral. Le tableau suivant correspond aux différentes vitesse du vent enregistrées et à sa fréquence au cours de l'année 2006.
| Mistral.                                             | Oct.    | Nov.    | Dec.     | Jan.    | Fev.    | Mars.    | Avril.  | Mai     | Juin     | Juil.   | Août    | Sept.   |
| ---------------------------------------------------- | ------- | ------- | -------- | ------- | ------- | -------- | ------- | ------- | -------- | ------- | ------- | ------- |
| Vitesse maximale relevée sur le mois                 | 87 km/h | 91 km/h | 118 km/h | 96 km/h | 97 km/h | 112 km/h | 97 km/h | 94 km/h | 100 km/h | 90 km/h | 90 km/h | 90 km/h |
| Tendance : jours avec une vitesse > 16 m/s (58 km/h) | ---     | =       | ++       | --      | +++     | ---      | ++++    | ++++    | =        | =       | ++++    | +       |

### Encépagement
Le vin doux naturel de Beaumes-de-Venise se fait uniquement à base de muscats petits grains dont la chair des baies est ferme, juteuse et très sucrée. Ce cépage possède une saveur aromatique musquée. Deux variétés sont acceptées dans l'appellation :
- Muscat blanc à petits grains
- Muscat rouge à petits grains

### Méthodes culturales et réglementation
Le cahier des charges que se sont donné les vignerons des AOC beaumes-de-venise leur impose de faire toute leur récolte manuellement. Dans l'un des ronds-points, à l'entrée du village, une sculpture représentant des mains cueillant une grappe rappelle cette obligation. Ces vendanges manuelles se font par passages successifs selon maturité. Le rôle moteur de la cave Balma Venitia a été essentiel là aussi. Le professeur Mayberry, théoricien des Rhone Rangers et consultant à l'Université Davis en Californie, a toujours mis l'accent sur les « conditions d'impeccable propreté et de haute technicité » de la Cave. Dans un article qui est particulièrement consacré à la vinification du Muscat de Beaumes-de-Venise et des autres AOC de la cave, il constate :

« Peut-être que la plus remarquable caractéristique du fonctionnement de la Cave est que la totalité des raisins récoltés est apportée en petites caisses plastiques et réceptionnée sans pompage sur les tapis-roulants. »

Élaboration : pour être accepté en appellation, le muscat doit avoir une richesse en sucre supérieure à 252 g/l. Les vins doivent contenir au minimum 110 g/l de sucre et titrer une richesse minimale en alcool acquis de 15 %. Le mutage, en cours de fermentation, doit se faire avec de l’alcool pur à 95 degrés alcoolique minimum.

## Vins
Les données de production des années récentes, telles que publiées par les Douanes, sont :
| Année | muscat blanc    | muscat blanc    | muscat blanc      | muscat rosé               | muscat rosé               | muscat rosé               | muscat rouge    | muscat rouge    | muscat rouge      |
| Année | superficie (ha) | production (hl) | rendement (hl/ha) | superficie (ha)           | production (hl)           | rendement (hl/ha)         | superficie (ha) | production (hl) | rendement (hl/ha) |
| ----- | --------------- | --------------- | ----------------- | ------------------------- | ------------------------- | ------------------------- | --------------- | --------------- | ----------------- |
| 2020  | 295             | 4 749           | 16                | données confidentialisées | données confidentialisées | données confidentialisées | 3,15            | 55              | 18                |
| 2021  | 311             | 4 175           | 13                | 18,5                      | données confidentialisées | données confidentialisées | 2,72            | 37              | 14                |
| 2022  | 275             | 4 061           | 15                | 20,7                      | 518                       | 25                        | 5,93            | 105             | 18                |
| 2023  | 251             | 4 181           | 17                | 32,1                      | 795                       | 25                        | 4,07            | 65              | 16                |
| 2024  | 250             | 3 803           | 15                | 24,8                      | 530                       | 21                        | 5,5             | 97              | 17                |

### Terroir et vins

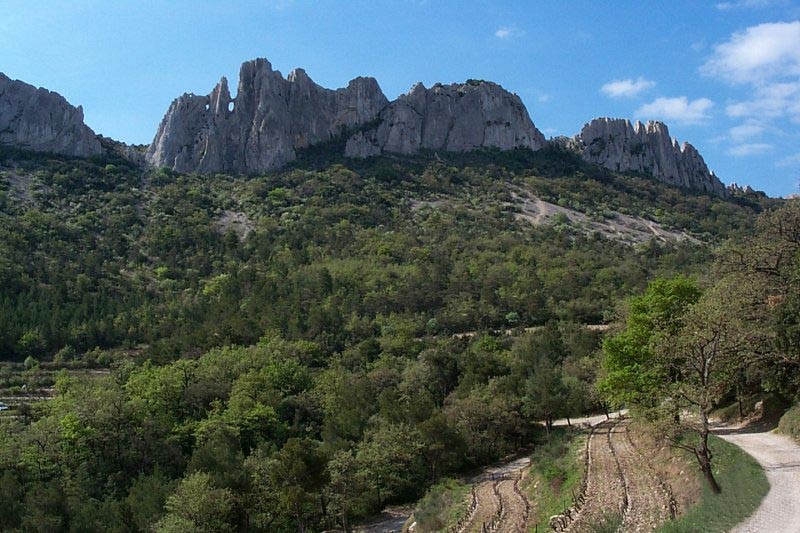
Dans le massif des Dentelles, les restanques aménagées suivant les courbes de niveau.

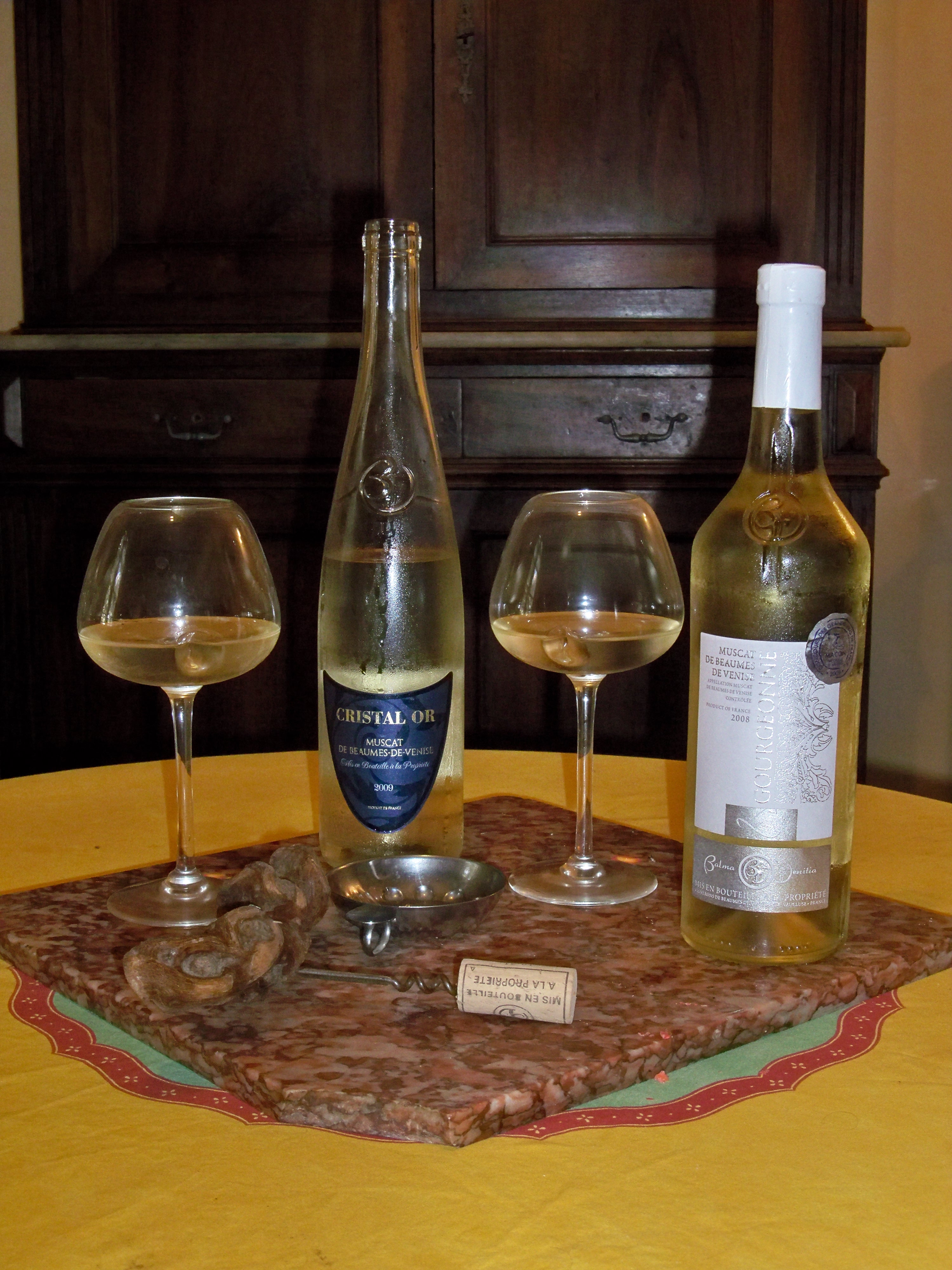
Les cuvées Cristal or et La Gourgeonne, issues de deux terroirs différents.

Le terroir des muscadières se trouve principalement sur des sols tantôt marneux et sableux au nord de la montagne des Coyeux et tantôt composés de marnes argileuses sur le plateau d'Urban. Ils deviennent molasseux calcaires sur le coteau de la Muscadière puis molasseux gréseux sur ses pentes. Enfin sur la commune de Beaumes-de-Venise, ils deviennent sableux non caillouteux et sont issus de safre helvétien datant d'environ quatorze millions d’années. Ce safre est appelé localement terre blonde. Pierre Charnay considère ces terroirs idéaux pour le muscat : « Les sols maigres d'argile rouge, de sable ou de grès lui sont réservés ; c'est là qu'il s'exprime avec le plus d'intensité. » Les vignes sont plantées sur des restanques ou faysses, soutenues par des murets de pierres sèches. Ce type de plantation, typique du bassin méditerranéen, permet d'avoir une exposition des ceps au soleil qui facilite le mûrissement des grappes.
On trouve sur le terroir de Beaumes des vignes plantées, à la verticale, dans les interstices des murs en pierres sèches. Cette méthode ancestrale a été utilisée ainsi afin de laisser la place sur les restanques aux abricotiers et aux oliviers. Lorsque ces derniers ont gelé, en février 1956, ils ont été, le plus souvent, remplacés par des vignes.
À la suite de la disparition des abricotiers, les terrasses sont désormais réservées aux plantations de muscat et d’oliviers. Les muscadières y sont implantées sur des banquettes étroites et leur entretien réutilise le savoir-faire ancestral joint à des techniques modernes pour maîtriser l'érosion. Cet embellissement de la colline par ces cultures traditionnelles et la réhabilitation de chemins ruraux contribuent à valoriser cet espace autrefois abandonné à la garrigue.
La technique mise au point à Beaumes-de-Venise a été reconnue comme un modèle d’aménagement pour la viticulture. Cette reconquête paysagère a été récompensée par le label « Paysage de Reconquête » décerné en 1992 à un vigneron de l'appellation par le Ministère de l’Environnement.
Les muscats de Beaumes-de-Venise présentent une robe jaune-or, des arômes miellés de fleurs et de fruits exotiques avec une grande persistance en bouche. Lorsqu'ils contiennent des muscats petits grains noirs, leurs robes varient de la couleur rose jusqu'à l'ambrée et au pourpre pour les rares cuvées ne contenant que ce cépage. Les professionnels considèrent que : « Au nez, ils sont puissants, riches et élégants, avec des arômes de mangue, de litchi, de pêche, d’abricot, de miel et de fleurs. En bouche, ils sont bien équilibrés avec une persistance aromatique importante et soutenue. La douceur du vin est dominée par la fraîcheur ».

### Gastronomie
Vin doux, il est conseillé de le déguster frais, entre 6 et 8 °C pour les uns et entre 8 et 10 °C pour les autres. Classiquement, il convient très bien en apéritif et peut accompagner foie gras, terrine ou charcuterie de viandes légères (volaille, gigot), fromages doux (dont frais de chèvre), brioches, desserts sucrés (dont flan, chocolat et nougat glacé, galapian d'Apt) et compotées de fruits ou fruits tel que le Melon canteloup ou « melon de Provence » et « melon de Cavaillon ». À une température légèrement supérieure (entre 12 et 14 °C), on peut le déguster avec du fromage à pâte persillée. La sauce au vin muscat est l'une des nombreuses déclinaisons culinaires de ce vin doux naturel. Ses arômes muscaté et de raisin frais le font aussi intervenir dans la préparation de cocktails, amuse-gueules, potages, entrées, poissons et crustacés, volailles et viandes, légumes et desserts.

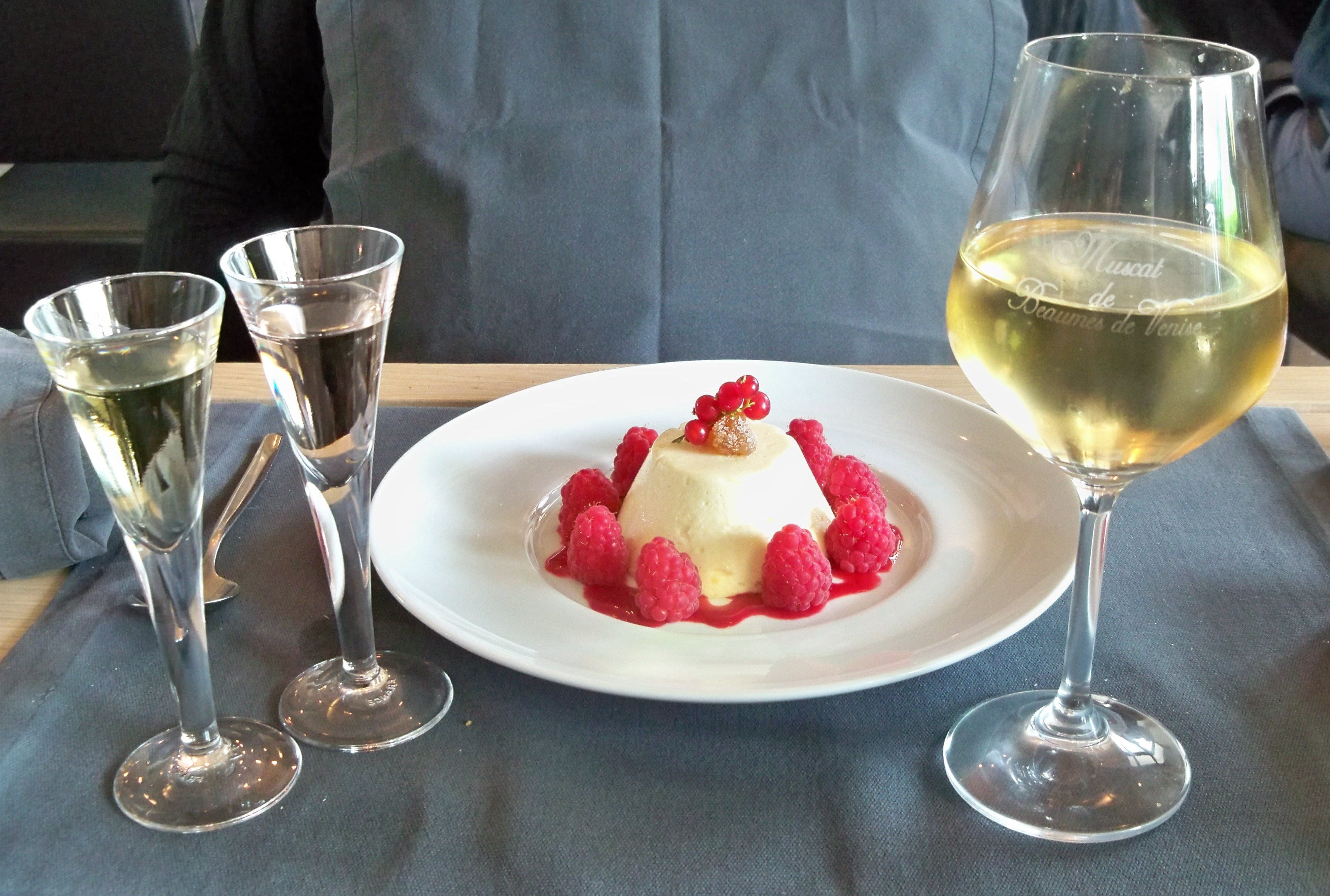
Flan au citron et framboises, dessert servi au Dolium, restaurant de Balma Venitia.
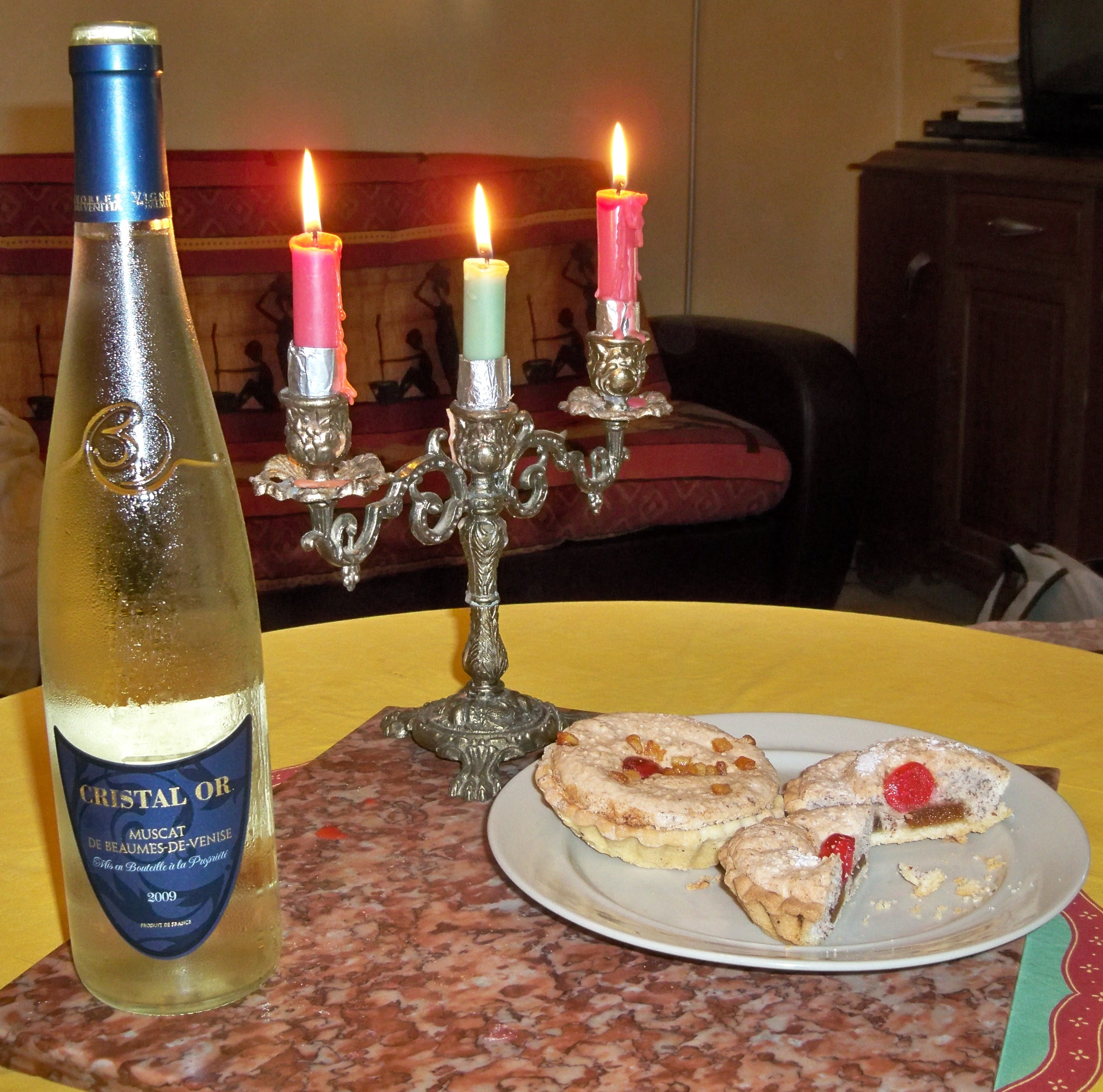
Galapian d'Apt accompagné de muscat de Beaumes-de-Venise.
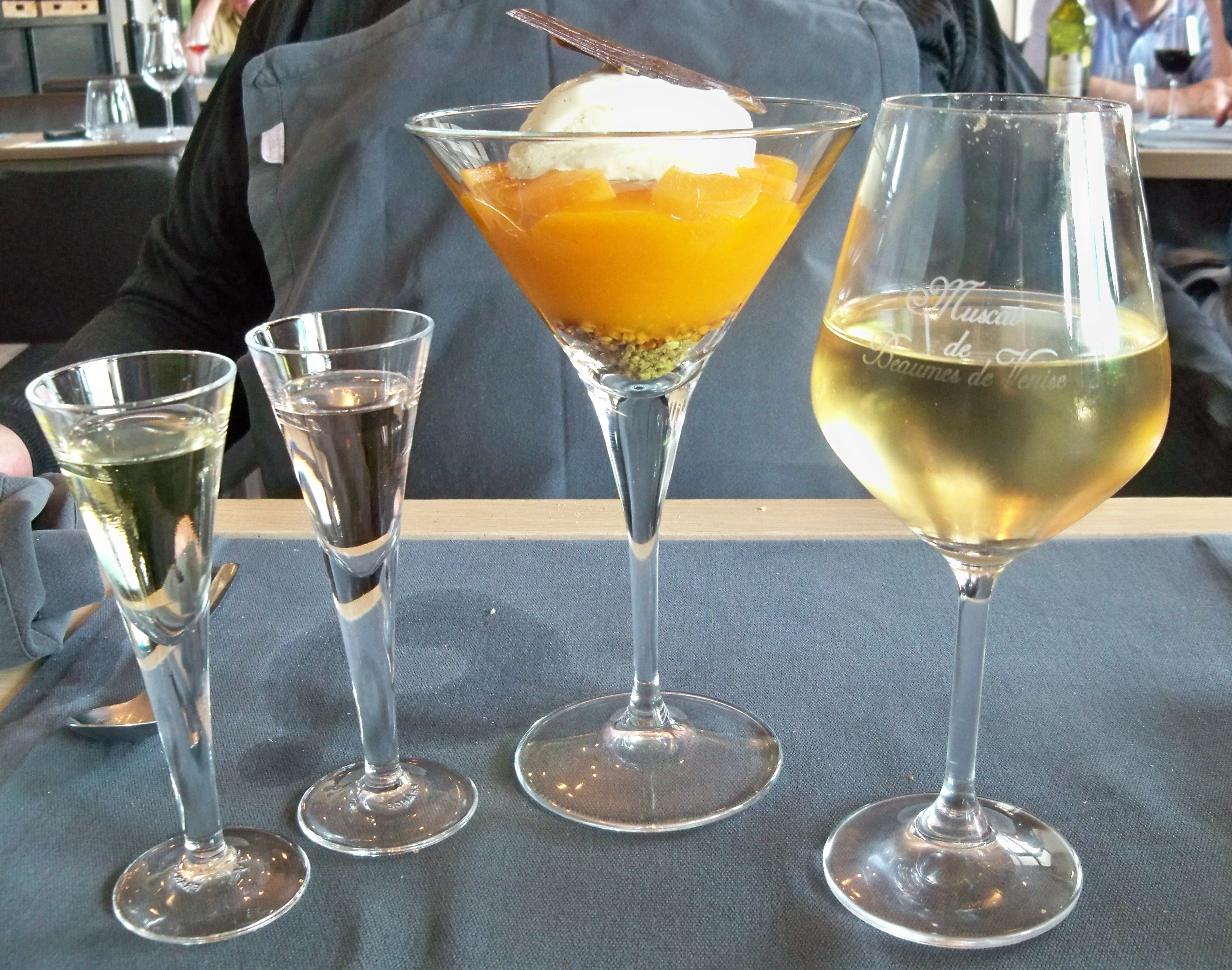
Compotée d'abricot et glace vanille, servies au Dolium, restaurant de Balma Venitia.
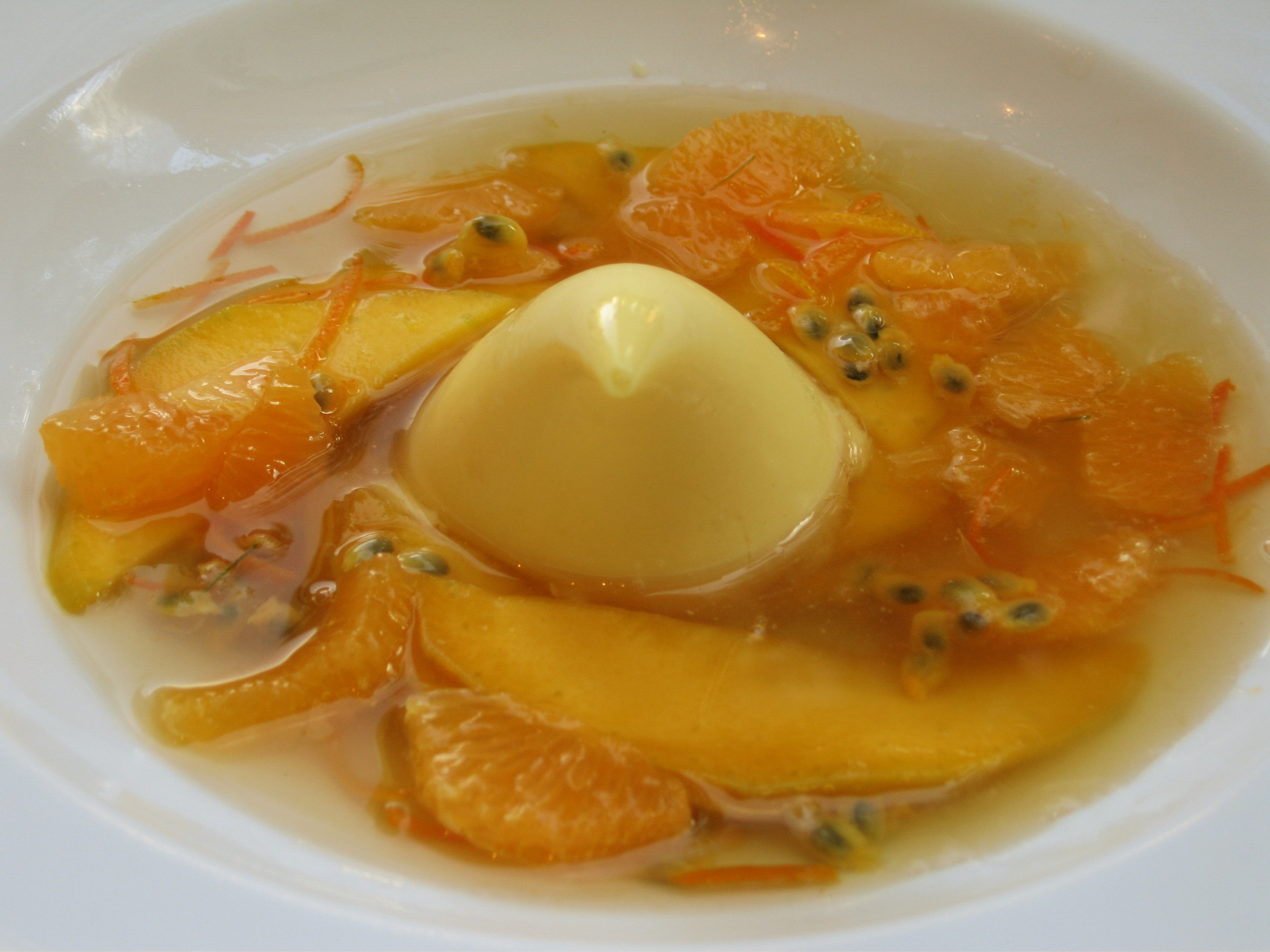
Fruits de la passion, panna cotta, mangue, orange et zeste d'orange au muscat de Beaumes-de-Venise

### Millésimes
Ils correspondent à ceux du vignoble de la vallée du Rhône. Ils sont notés : année exceptionnelle , grande année , bonne année ***, année moyenne **, année médiocre *.
| Caractéristiques | Article de qualité | ***                | ***                | Bon article        | Article de qualité | Bon article        | Bon article        | ***                | Bon article | Bon article        |
| Millésimes 1990 | 1999               | 1998               | 1997               | 1996               | 1995               | 1994               | 1993               | 1992               | 1991        | 1990               |
| Caractéristiques | ***                | ***                | **                 | ***                | Bon article        | **                 | **                 | **                 | ***         | Article de qualité |
| Millésimes 1980 | 1989               | 1988               | 1987               | 1986               | 1985               | 1984               | 1983               | 1982               | 1981        | 1980               |
| Caractéristiques | Article de qualité | Article de qualité | Bon article        | ***                | Article de qualité | **                 | Bon article        | ***                | Bon article | Article de qualité |
| Millésimes 1970 | 1979               | 1978               | 1977               | 1976               | 1975               | 1974               | 1973               | 19722              | 1971        | 1970               |
| Caractéristiques | Bon article        | Article de qualité | Bon article        | **                 | ***                | Bon article        | ***                | **                 | **          | Article de qualité |
| Millésimes 1960 | 1969               | 1968               | 1967               | 1966               | 1965               | 1964               | 1963               | 1962               | 1961        | 1960               |
| Caractéristiques | **                 | *                  | Article de qualité | Article de qualité | ***                | ***                | **                 | **                 | ***         | Article de qualité |
| Millésimes 1950 | 1959               | 1958               | 1957               | 1956               | 1955               | 1954               | 1953               | 1952               | 1951        | 1950               |
| Caractéristiques | Bon article        | Bon article        | Article de qualité | Bon article        | Bon article        | ***                | Bon article        | Article de qualité | **          | Article de qualité |
| Millésimes 1940 | 1949               | 1948               | 1947               | 1946               | 1945               | 1944               | 1943               | 1942               | 1941        | 1940               |
| Caractéristiques | Article de qualité | Article de qualité | Article de qualité | Bon article        | Article de qualité | **                 | Article de qualité | Bon article        | **          | **                 |
| Millésimes 1930 | 1939               | 1938               | 1937               | 1936               | 1935               | 1934               | 1933               | 1932               | 1931        | 1930               |
| Caractéristiques | *                  | Bon article        | Bon article        | ***                | **                 | Article de qualité | Article de qualité | **                 | **          | **                 |
| Millésimes 1920 | 1929               | 1928               | 1927               | 1926               | 1925               | 1924               | 1923               | 1922               | 1921        | 1920               |
| Caractéristiques | Article de qualité | Article de qualité | **                 | Bon article        | **                 | Bon article        | Bon article        | **                 | Bon article | Bon article        |
| Sources : Yves Renouil (sous la direction), Dictionnaire du vin, Éd. Féret et fils, Bordeaux, 1962 ; Alexis Lichine, Encyclopédie des vins et alcools de tous les pays, Éd. Robert Laffont-Bouquins, Paris, 1984, Les millésimes de la vallée du Rhône & Les grands millésimes de la vallée du Rhône |                    |                    |                    |                    |                    |                    |                    |                    |             |                    |

Soit sur 90 ans, 24 années exceptionnelles, 26 grandes années, 16 bonnes années, 22 années moyennes et 2 années médiocres.

## Économie

### Structures des exploitations
Sur les deux communes de l'appellation, la production est assurée très majoritairement (90 %) par de petites exploitations (dix à quinze hectares) regroupées en caves coopératives. La cave « Balma Vénitia » est donc le principal producteur de l'appellation. En août 1996, cette cave de vignerons a été la première de la vallée du Rhône à obtenir la norme internationale qualité ISO 9002. En 2001, elle s'est vu décerner la norme environnementale ISO 14001 et, en 2002, ce fut le BRC grade A.

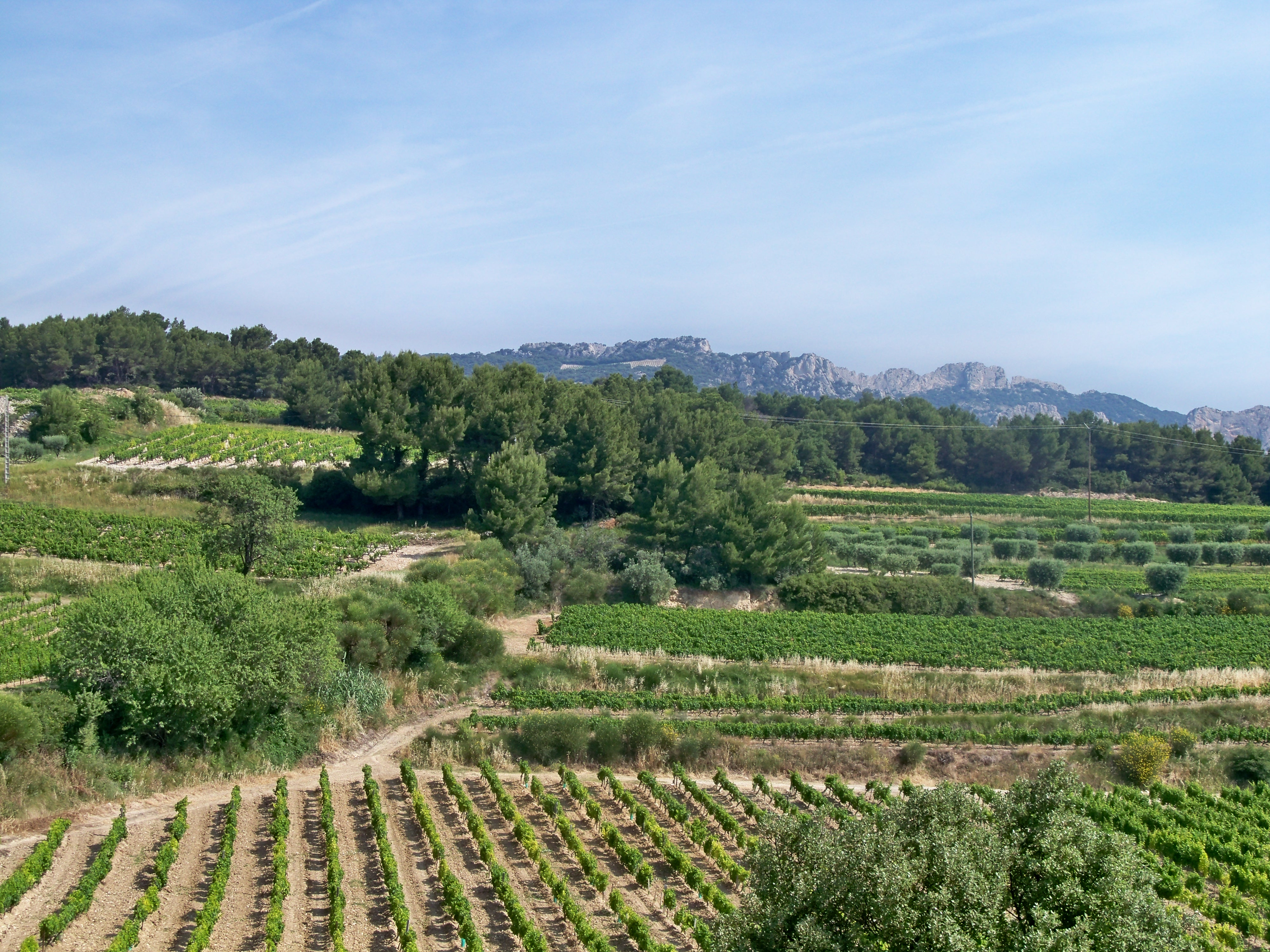
Parcellaire des vignes de Beaumes-de-Venise.
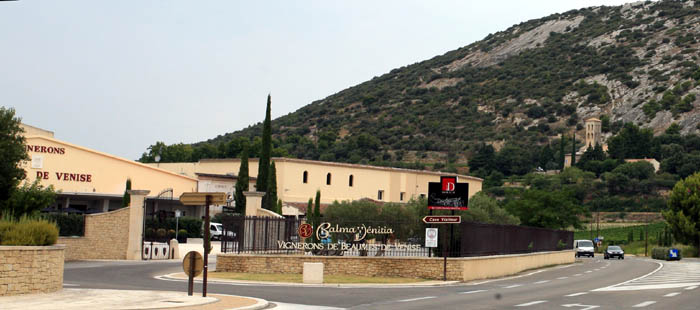
La cave de Balma Venitia.
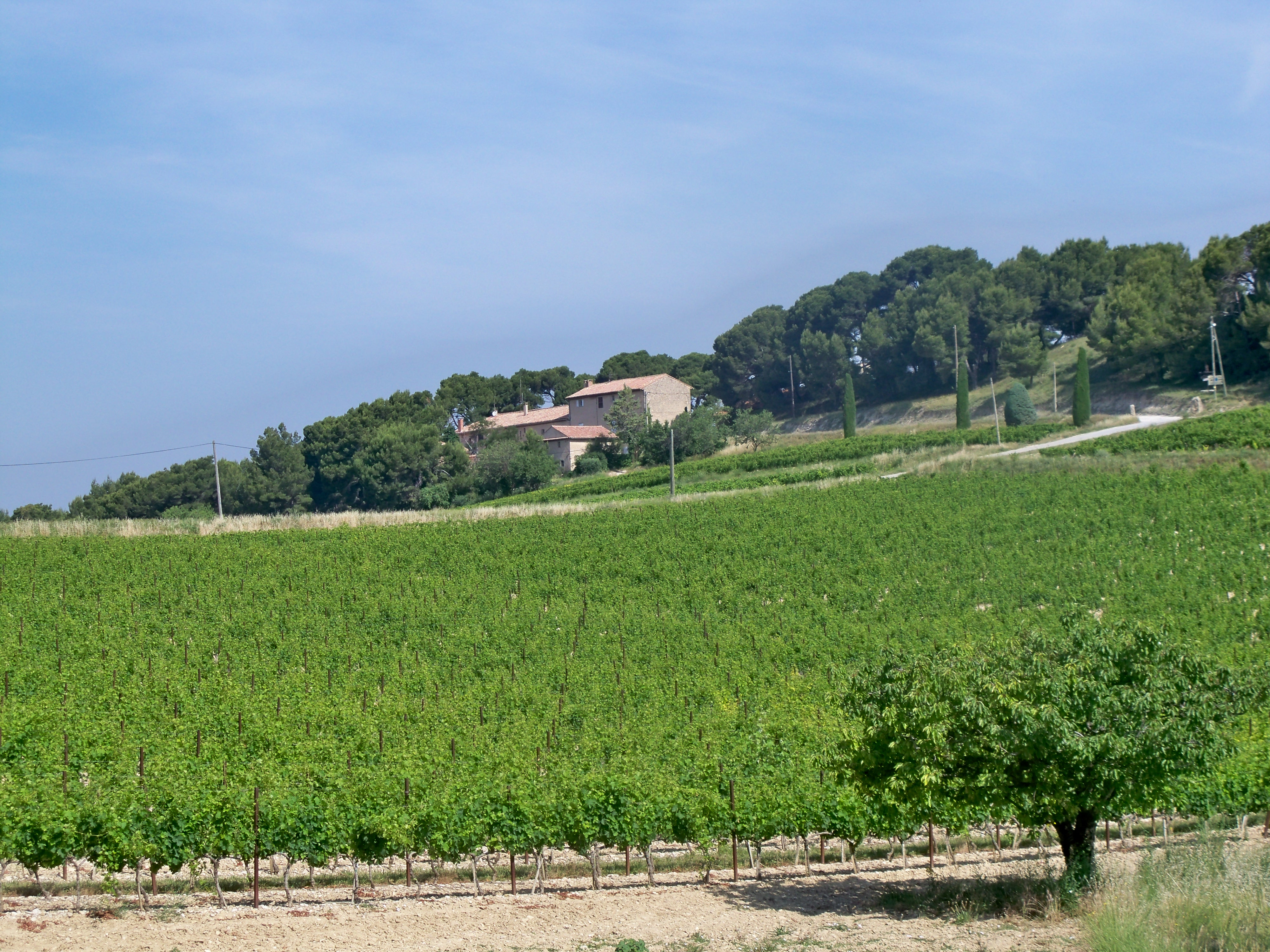
Domaine de Durban.

### Commercialisation
Le muscat de Beaumes-de-Venise est commercialisé à 70 % en France. Les principaux secteurs de distributions sont :
| Catégorie                                 | % en volume |
| GMS (grandes et moyennes surfaces)        | 50          |
| Vente directe (caveaux, foires et salons) | 29          |
| CHR (cafés, hôtels, restaurants)          | 11          |
| Grossistes et négociants                  | 8           |
| VPC (vente par correspondance)            | 2           |

La proximité des grands axes routiers et aériens a permis un important développement de l’exportation. L'export représente 30 % des ventes de l'appellation muscat de Beaumes-de-Venise. Les principaux pays acheteurs sont :
| Pays                         | % en volume |
| Royaume-Uni                  | 30          |
| Belgique Pays-Bas Luxembourg | 30          |
| États-Unis                   | 10          |
| Canada                       | 10          |
| Danemark Suède Norvège       | 10          |
| Japon Chine Russie           | 10          |

### Liste des producteurs et négociants
Les producteurs sont situés dans trois communes (Beaumes-de-Venise, Lafare et Suzette - marquées (A) ci-dessous) faisant partie de l'aire de l'appellation et cinq communes voisines (Aubignan, Courthézon, Gigondas, Vacqueyras, Violès - marquées (V) ci-dessous) parce qu'ils possèdent des vignes dans cette aire.
| Commune               | Cave |
| --------------------- | --- |
| Beaumes-de-Venise (A) | Balma Venitia - Château des Applanats - Château Juvenal - Domaine Beaumalric - Domaine des Bernardins - Domaine Bouletin - Domaine des Coyeux - Domaine de Durban - Domaine de Fenouillet - Domaine le Pigeade - Domaine Vaubelle |
| Aubignan (V)          | Château Saint-Sauveur |
| Courthézon (V)        | Domaine de Fontavin - Domaine Marquis Ravardel |
| Gigondas (V)          | Domaine de la Tourade |
| Vacqueyras (V)        | Domaine Maître Curnier - Vignerons de Caractère |
| Violès (V)            | Domaine des Richards |

Les négociants sont Arnoux & fils et Pascal frères à Vacqueyras.

### Caveaux de dégustation

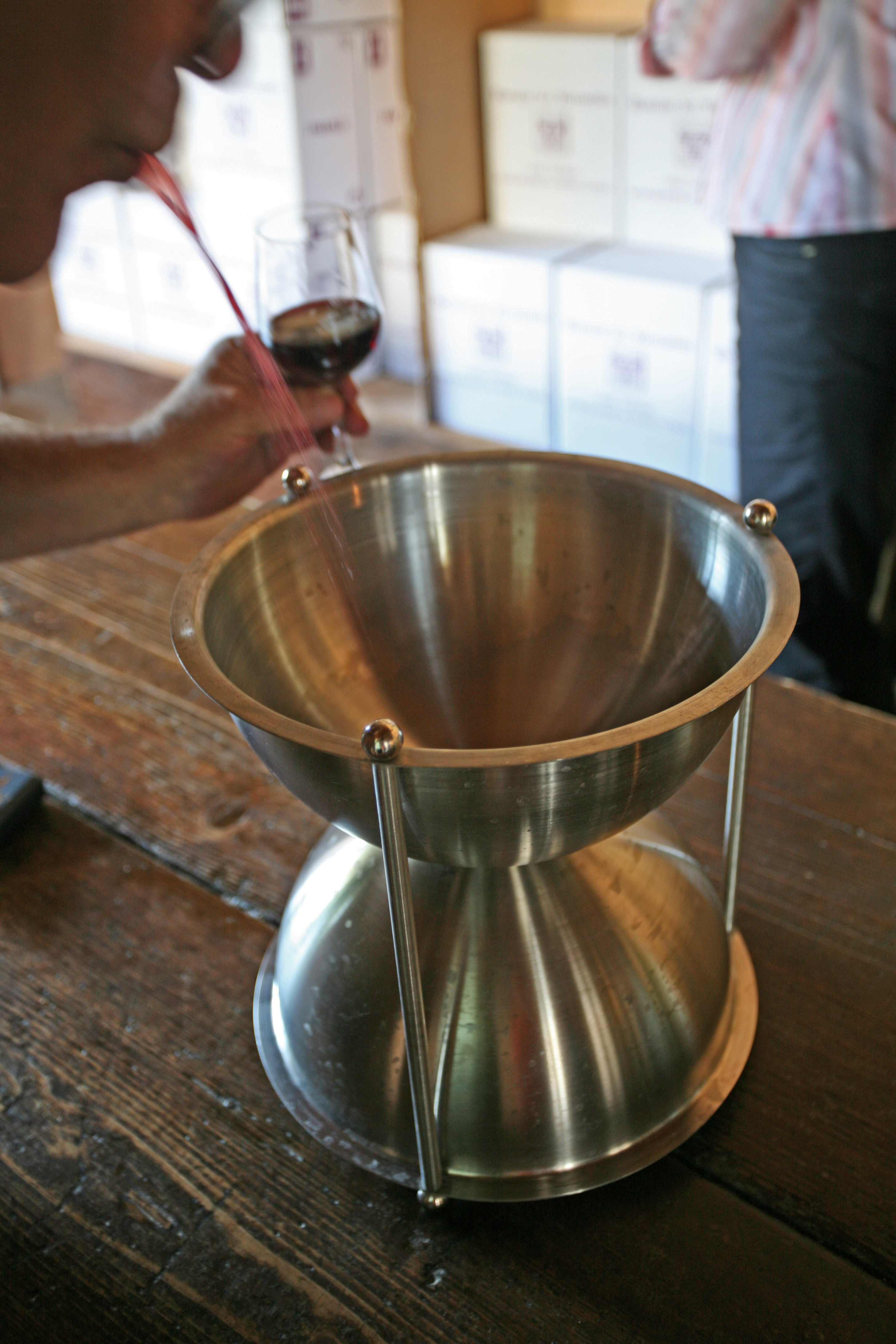
Un crachoir est mis à la disposition du dégustateur.

Une charte de qualité, à laquelle adhèrent caves et domaines de Beaumes-de-Venise, a été mise en place dans la vallée du Rhône par Inter Rhône. Elle propose trois catégories différentes d'accueil en fonction des prestations offertes par les professionnels.
La première - dite accueil de qualité - définit les conditions de cet accueil. Un panneau à l'entrée doit signaler que celui-ci est adhérent à la charte. Ce qui exige que ses abords soient en parfait état et entretenus et qu'il dispose d'un parking proche. L'intérieur du caveau doit disposer d'un sanitaire et d'un point d'eau, les visiteurs peuvent s'asseoir et ils ont de plus l'assurance que locaux et ensemble du matériel utilisé sont d'une propreté irréprochable (sols, table de dégustation, crachoirs, verres).
L'achat de vin à l'issue de la dégustation n'est jamais obligatoire. Celle-ci s'est faite dans des verres de qualité (minimum INAO). Les vins ont été servis à température idéale et les enfants se sont vu proposer des jus de fruits ou des jus de raisin. Outre l'affichage de ses horaires et des permanences, le caveau dispose de fiches techniques sur les vins, affiche les prix et offre des brochures touristiques sur l'appellation.
Caveaux à Beaumes-de-Venise
 Domaine Bouletin

 Domaine Vaubelle.

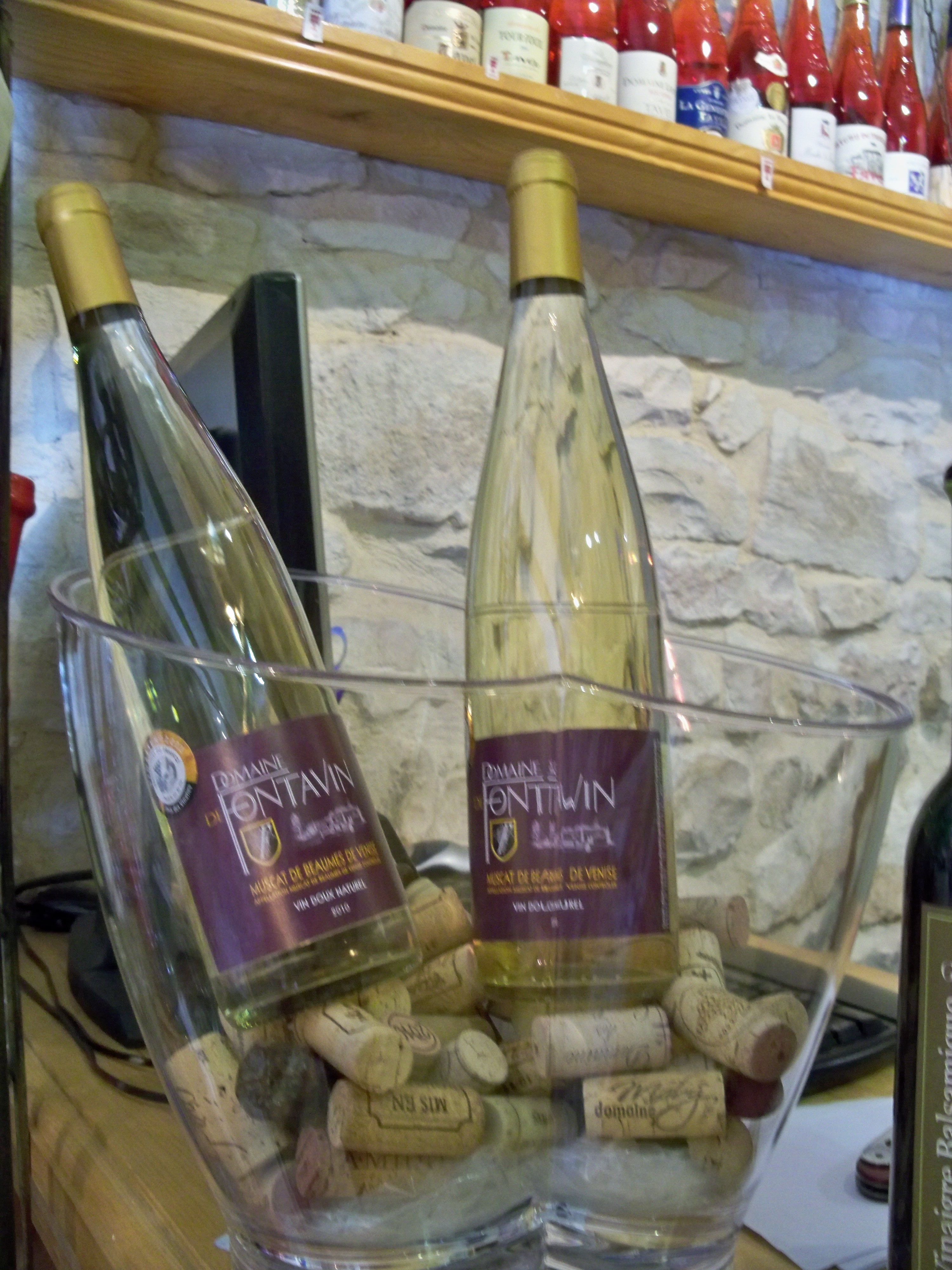
Présentation du muscat dans un caveau

La seconde - dite accueil de service - précise que le caveau est ouvert cinq jours sur sept toute l'année et six jours sur sept de juin à septembre. La dégustation se fait dans des verres cristallins voire en cristal. Accessible aux personnes à mobilité réduite, il est chauffé l'hiver et frais l'été, de plus il dispose d'un éclairage satisfaisant (néons interdits). Sa décoration est en relation avec la vigne et le vin, une carte de l'appellation est affichée. Il dispose d'un site internet et fournit à sa clientèle des informations sur la gastronomie et les produits agroalimentaires locaux, les lieux touristiques et les autres caveaux adhérant à la charte. Des plus les fiches techniques sur les vins proposés sont disponibles en anglais.
Caveaux à Beaumes-de-Venise
  Domaine de Fenouillet

  Domaine de la Pigeade

  Domaine des Bernardins

  Domaine des Richards.
La troisième - dite accueil d'excellence - propose d'autres services dont la mise en relation avec d'autres caveaux, la réservation de restaurants ou d'hébergements. Le caveau assure l'expédition en France pour un minimum de vingt-quatre bouteilles. Il dispose d'un site Internet en version anglaise et le personnel d'accueil parle au moins l'anglais.
Caveaux à Beaumes-de-Venise
   Cave Balma Vénitia

   Domaine des Coyeux

## Confrérie des Compagnons de Beaumes-de-Venise
La Confrérie des Compagnons de Beaumes-de-Venise a été créée le 19 avril 1983. Comme les nombreuses autres confréries bachiques, son but est de promouvoir les AOC de son terroir. Ses fondateurs ont voulu qu'elle soit le prolongement d'une manifestation folklorique qui avait pour but, avant sa création, la distraction des villageois, touristes et personnalités.

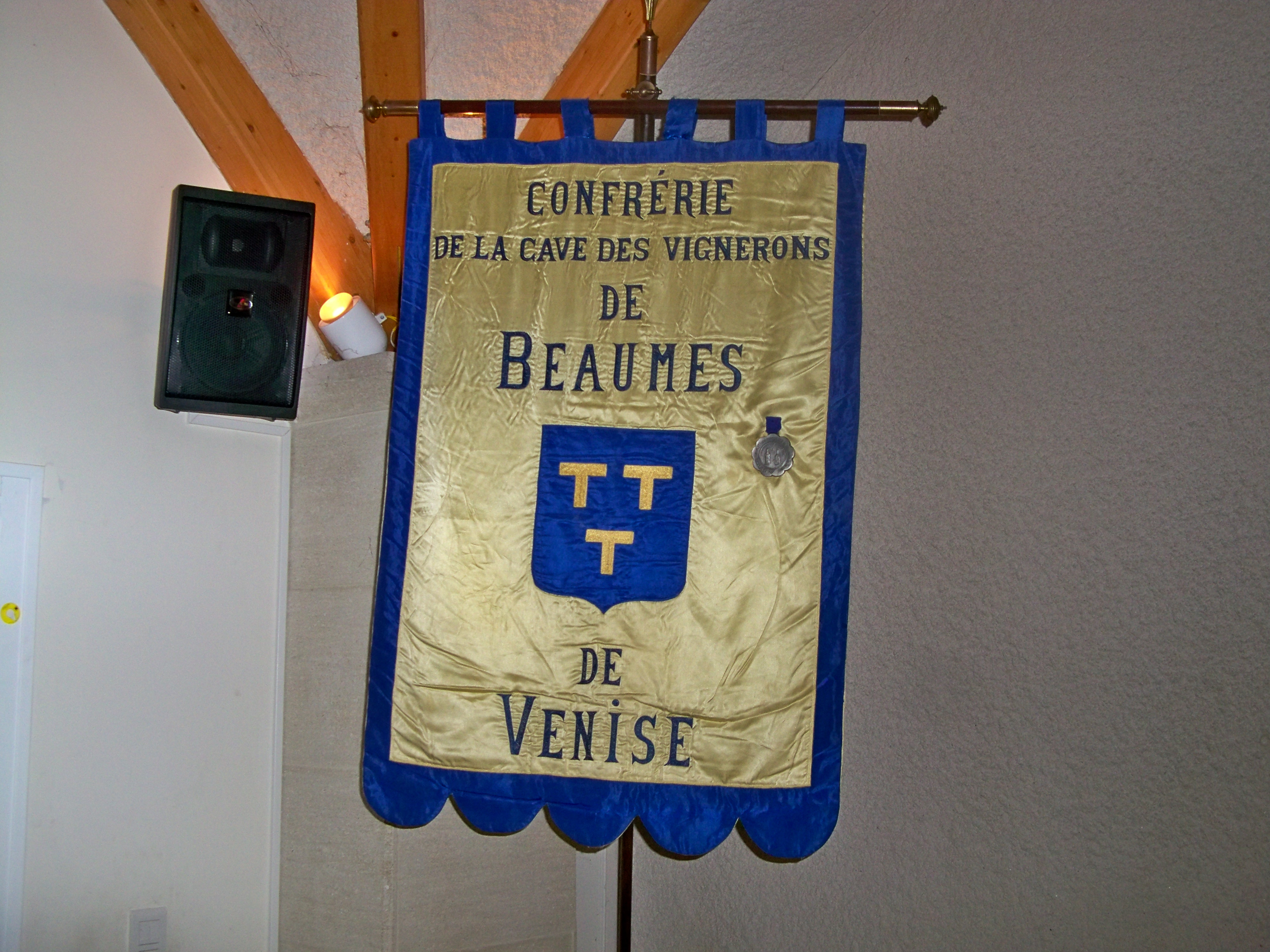
Bannière de la confrérie.
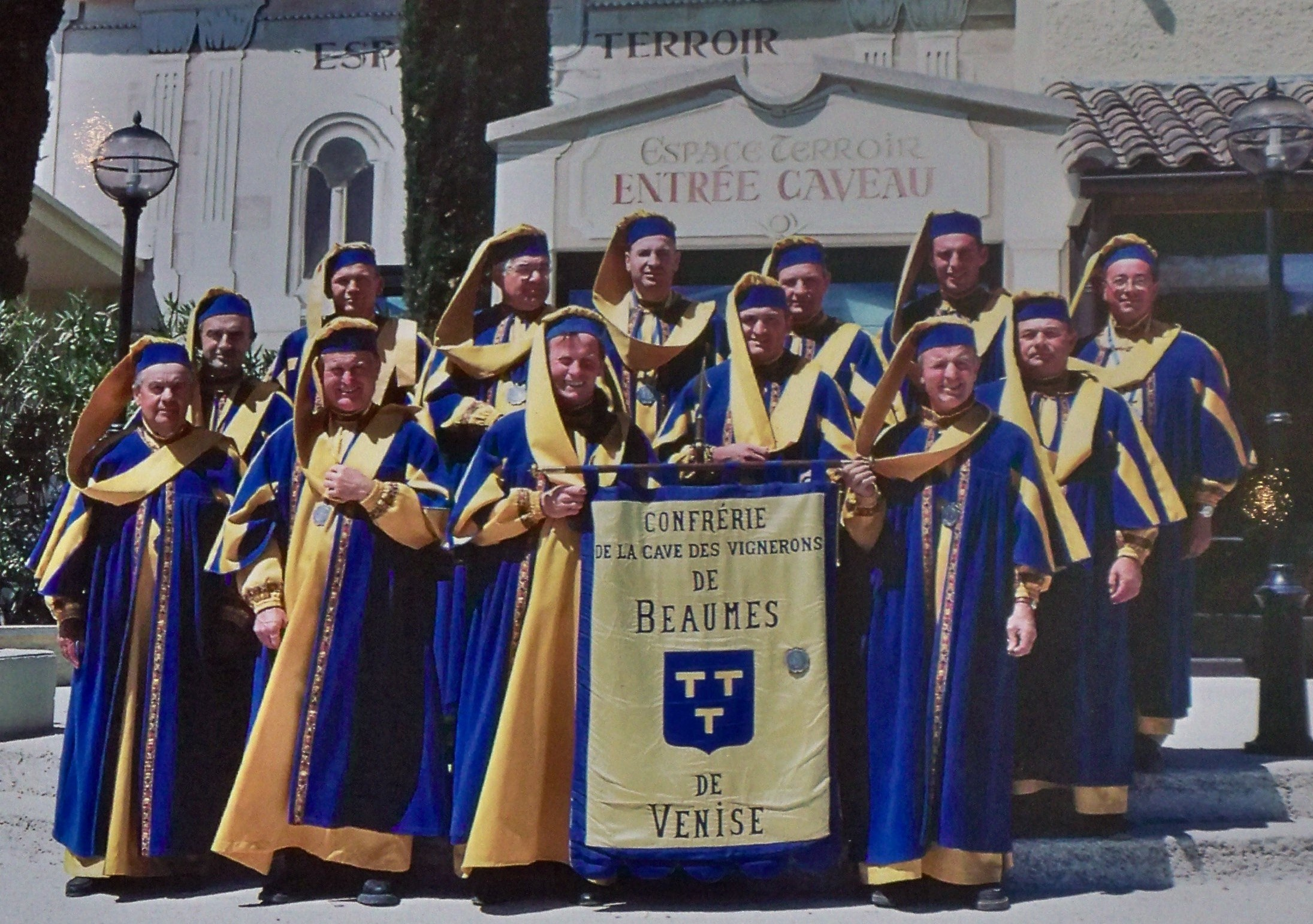
La confrérie en tenue d'apparat.